# اندیس شمال غرب اینچگان
شمال غرب اینچگان یک اندیس فلزی است که در حوالی شهر مشکان استان خراسان قرار دارد و مادهٔ معدنی موجود در آن، مس است.سنگ میزبان این اندیس ولکانیک است  در این اندیس، پاراژنز‌های سیلیکات مس یافت می‌شوند.